# Джефферсон Бренес
Джефферсон Бренес (ісп. Jefferson Brenes, нар. 13 квітня 1997, Лимон) — костариканський футболіст, півзахисник клубу «Сапрісса» та національної збірної Коста-Рики.
Виступав також за клуб «Ередіано».

## Клубна кар'єра
Народився 13 квітня 1997 року в місті Лимон. Вихованець футбольної школи клубу «Лімон». Дорослу футбольну кар'єру розпочав 2018 року в основній команді того ж клубу, в якій провів один сезон, взявши участь у 45 матчах чемпіонату. 
Згодом з 2019 по 2020 рік грав у складі команд «Ередіано», «Лімон» та «Мунісіпаль Гресія».
Своєю грою за останню команду знову привернув увагу представників тренерського штабу клубу «Ередіано», до складу якого повернувся 2020 року. Цього разу відіграв за костариканську команду наступні три сезони своєї ігрової кар'єри. Більшість часу, проведеного у складі «Ередіано», був основним гравцем команди.
До складу клубу «Сапрісса» приєднався 2023 року. Станом на 23 березня 2024 року відіграв за команду з костариканської столиці 22 матчі в національному чемпіонаті.

## Виступи за збірні
У 2021 році залучався до складу молодіжної збірної Коста-Рики. На молодіжному рівні зіграв у 3 офіційних матчах.
У 2020 році дебютував в офіційних матчах у складі національної збірної Коста-Рики.
У складі збірної був учасником розіграшу Кубка Америки 2024 року у США.
| Дата       | Місто             | Господарі  | Результат | Гості              | Турнір                                      | Голи | Примітки |
| ---------- | ----------------- | ---------- | --------- | ------------------ | ------------------------------------------- | ---- | -------- |
| 10-10-2020 | Сан-Хосе          | Коста-Рика | 0 – 1     | Панама             | товариський матч                            | -    | 75'      |
| 12-7-2021  | Орландо           | Коста-Рика | 3 – 1     | Гваделупа          | Кубок КОНКАКАФ 2021 - 1-й етап              | -    | 89'      |
| 17-7-2021  | Орландо           | Суринам    | 1 – 2     | Коста-Рика         | Кубок КОНКАКАФ 2021 - 1-й етап              | -    | 45'      |
| 20-7-2021  | Орландо           | Коста-Рика | 1 – 0     | Ямайка             | Кубок КОНКАКАФ 2021 - 1-й етап              | -    | 85'      |
| 21-8-2021  | Карсон            | Сальвадор  | 0 – 0     | Коста-Рика         | товариський матч                            | -    | 77'      |
| 2-9-2021   | Панама            | Панама     | 0 – 0     | Коста-Рика         | Відбір до ЧС 2022                           | -    | 61' 77'  |
| 8-9-2021   | Сан-Хосе          | Коста-Рика | 1 – 1     | Ямайка             | Відбір до ЧС 2022                           | -    | 82'      |
| 2-2-2024   | Сан-Хосе          | Коста-Рика | 2 – 0     | Сальвадор          | товариський матч                            | -    | 46'      |
| 23-3-2024  | Фриско (Техас)    | Коста-Рика | 3 – 1     | Гондурас           | Ліга націй КОНКАКАФ 2023-2024 - play-off    | 1    |          |
| 26-3-2024  | Лос-Анджелес      | Аргентина  | 3 – 1     | Коста-Рика         | товариський матч                            | -    | 68'      |
| 31-5-2024  | Сан-Хосе          | Коста-Рика | 0 – 0     | Уругвай            | товариський матч                            | -    | 71'      |
| 6-6-2024   | Сан-Хосе          | Коста-Рика | 4 – 0     | Сент-Кіттс і Невіс | Відбір до ЧС 2026                           | -    | 64'      |
| 24-6-2024  | Інглвуд           | Бразилія   | 0 – 0     | Коста-Рика         | Копа Америка 2024 - 1-й етап                | -    | 64'      |
| 28-6-2024  | Глендейл          | Колумбія   | 3 – 0     | Коста-Рика         | Копа Америка 2024 - 1-й етап                | -    | 66'      |
| 2-7-2024   | Остін (Техас)     | Коста-Рика | 2 – 1     | Парагвай           | Копа Америка 2024 - 1-й етап                | -    | 78'      |
| 5-9-2024   | Сан-Хосе          | Коста-Рика | 3 – 0     | Гваделупа          | Ліга націй КОНКАКАФ 2024-2025 - 1-й етап    | -    |          |
| 9-9-2024   | Гватемала (місто) | Гватемала  | 0 – 0     | Коста-Рика         | Ліга націй КОНКАКАФ 2024-2025 - 1-й етап    | -    |          |
| 11-10-2024 | Парамарибо        | Суринам    | 1 – 1     | Коста-Рика         | Ліга націй КОНКАКАФ 2024-2025 - 1-й етап    | -    | 22'      |
| 15-11-2024 | Сан-Хосе          | Коста-Рика | 0 – 1     | Панама             | Ліга націй КОНКАКАФ 2024-2025 - чвертьфінал | -    | 70'      |
| 19-11-2024 | Панама            | Панама     | 2 – 2     | Коста-Рика         | Ліга націй КОНКАКАФ 2024-2025 - чвертьфінал | -    | 46'      |
| Усього     |                   | Матчів     | 20        |                    | Голів                                       | 1    |          |